# Jedynka (album)
Jedynka – debiutancki album Kumki Olik.

## Lista utworów
1. "W rytmie Joy Division"
2. "Grzeczne dziewczynki"
3. "Muszę biec"
4. "Koduję"
5. "Miasto was nie lubi"
6. "Postaraj się"
7. "Być na nie"
8. "Zaspane poniedziałki"
9. "Się nie dowiesz"
10. "Korkociągnik"
11. "Jakby"

## Wykonawcy
- Mateusz Holak – gitara elektryczna, śpiew
- Jakub Holak – gitara basowa
- Mateusz Błaszak – gitara elektryczna, instrumenty klawiszowe
- Sławomir Szczeblewski – perkusja